# Yamaha 01V

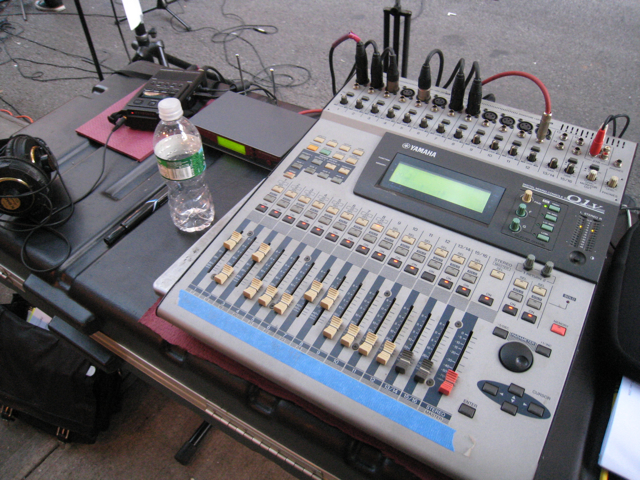
Table de mixage Yamaha 01V

01V est une table de mixage numérique de marque Yamaha comportant des entrées analogiques et numériques (par exemple : carte ADAT optionnelle), avec processeur d'effets intégré et alimentation fantôme sur toutes les entrées micro. Date de sortie : entre 1999 et 2000.
C'est une table très fonctionnelle pour la sonorisation ou le pré-mixage en studio d'enregistrement (beaucoup de mémoires utilisateur - dispatching des sorties très clair). Elle permet de mixer facilement 10 musiciens environ en live. La largeur de la table de mixage est précisément de 19 pouces, ce qui la rend facilement rackable avec les cornières adaptées. Ce facteur contribuera considérablement à la réussite du produit.
Cette table de mixage est une évolution de la mixette numérique Promix 01 dont les fonctions étaient beaucoup plus limitées (ergonomie rudimentaire). Elle est la première table de mixage numérique communément rencontrée dans le monde de la sonorisation[réf. souhaitée].
Elle a été développée en versions 1 et 2 et a ensuite bénéficié d'une version nommée 01V96 qui gérait, comme son nom l'indique, l'audio à 96 Khz.